# Заградовский сельский совет (Высокопольский район)
Заградовский сельский совет (укр. Заградівська сільська рада) — входит в состав
Высокопольского района
Херсонской области
Украины.
Административный центр сельского совета находится в 
с. Заградовка
.

## История
- 1795 — дата образования.

## Населённые пункты совета
- с. Заградовка